# Ia Pnôn
Ia Pnôn là một xã thuộc tỉnh Gia Lai, Việt Nam.

## Địa lý
Xã Ia Pnôn có vị trí địa lý: 
- Phía đông giáp thị trấn Chư Ty và xã Ia Kriêng
- Phía tây giáp xã Ia Nan
- Phía nam giáp huyện Chư Prông
- Phía bắc giáp xã Ia Kla và thị trấn Chư Ty.

Xã có diện tích 114,21 km², dân số năm 1999 là 3.123 người, mật độ dân số đạt 27 người/km².

## Hành chính
Xã Ia Pnôn được chia thành 4 làng: Ba, Bua (Bò), Chan, Trêl (Tren).

## Lịch sử
Xã Ia Pnôn được hình thành ngay sau giải phóng.
Ngày 30 tháng 5 năm 1988, Hội đồng Bộ trưởng ban hành Quyết định số 96-HĐBT về việc chia xã Ia Pnôn thành 2 xã lấy tên là xã Ia Pnôn và xã Ia Nan:
- Xã Ia Pnôn (mới) có 4 làng là Ba, Bò, Chan, Tren với 9.080 hécta diện tích tự nhiên và 1.944 nhân khẩu.
- Xã Ia Nan có 3 làng là Nũ, Mók, Tung với 11.354 hécta diện tích tự nhiên và 1.604 nhân khẩu.

Ngày 15 tháng 10 năm 1991, Hội đồng Bộ trưởng ban hành Quyết định số 315-HĐBT về việc chuyển xã Ia Pnôn thuộc huyện Chư Prông về huyện Đức Cơ mới thành lập quản lý.